# Metz-Ville–Zoufftgen-vasútvonal
A Metz-Ville–Zoufftgen-vasútvonal egy normál nyomtávolságú, 55 km hosszúságú, 25 kV 50 Hz-cel villamosított nemzetközi vasútvonal a franciaországi Metz és a luxemburgi Zoufftgen között.

## Földrajzi elhelyezkedése
A vonal majdnem észak-déli irányban halad 55 kilométer hosszan. Thionville állomáson a Thionville-Trier vasútvonal Németország irányába ágazik ki a vonalból.

## Története
Eredetileg a Wilhelm Luxemburgi Vasúttársaság (GL) volt a koncesszió birtokosa. A Metz és Thionville közötti szakaszt 1854. szeptember 16-án nyitották meg. Az 1857. június 10-én Franciaország és Luxemburg között aláírt államszerződésben megállapodtak a két állam közötti nemzetközi vasútvonal üzemeltetéséről, és a vonal többi része, beleértve a határátkelőt is, 1859-ben megnyílt.
A vonal 1871-ig a Chemins de fer de l’Est hálózatának része volt, amelynek az Elzász-Lotaringiai Birodalom területén található vonalait a francia-porosz háború végén kötött békeszerződés államosította az elzászi-lotaringiai császári vasutak javára. A Dietenhofen (ma Thionville) állomástól délre lévő Mosel-hidat 1895-1898-ban ötvágányúvá fejlesztették, és a Metz-Ville-Zoufftgen-vasútvonal két vágányát, valamint a Mohon-Thionville-vasútvonal két vágányát és a de Wendel üzemi vasút egy vágányát vezették át rajta.
Miután Lotaringia 1919-ben ismét francia lett, az Administration des chemins de fer d'Alsace et de Lorraine (AL) váltotta fel az EL-t, amely viszont 1938-ban egyesült az SNCF-fel.
A vonalat 1956-ban villamosították.

## Forgalom

### Korábban
A második világháború előtt a vonalon a München-Strasbourg-Metz-Luxemburg-Calais hálókocsis-összeköttetés közlekedett.

### Jelen
Ma mind a helyi vonatok, mind a TGV közlekedik a vonalon. A Luxemburgba közlekedő vonatok legalább óránként közlekednek ütemesen. Franciaországban a TER Lorraine felelős a személyszállításért, és ezt a vonalat az 1-es számú útvonalon üzemelteti. A luxemburgi határon túl Zoufftgennél csatlakozik a Luxemburg-Bettembourg-országhatár-vasútvonal, amelyet a CFL 90-es vonalként üzemeltet. A két országon belül sűrűbb a járatsűrűség.